# Koninklijk Nederlands Geologisch Mijnbouwkundig Genootschap
Het Koninklijk Nederlands Geologisch-Mijnbouwkundig Genootschap is een vereniging van Nederlandse geologen en mijnbouwkundigen. Het genootschap werd in 1912 opgericht.

## Doelstellingen
Het genootschap streeft naar: het bevorderen van de aardwetenschappen in de ruimste zin en het behartigen van de belangen van hen die in de aardwetenschappen werkzaam zijn of er op andere wijze bij betrokken zijn en tevens lid zijn van het Genootschap. Het KNGMG stelt zich op als maatschappelijk gesprekspartner. Het Genootschap en zijn leden zetten zich in voor:
- erkenning en profilering van de aardwetenschappen als onmisbaar voor de maatschappij, door middel van een actieve dialoog over de aardwetenschappen als zodanig, en over de positie, rol en maatschappelijke verantwoordelijkheid van aardwetenschappers;
- versterking van professionele banden tussen aardwetenschappers onderling binnen het Genootschap, met zusterverenigingen binnen- en buitenland, en met vakgenoten uit verwante vakgebieden;
- vergroten van kennis en inzicht in de aardwetenschappen, en in het belang van deze wetenschappen voor de samenleving.

## Van Waterschoot van der Gracht Penning
De "Van Waterschoot van der Gracht Penning" die sinds 1951 wordt uitgereikt, is de hoogste Nederlandse onderscheiding voor aardwetenschappers. De penning is vernoemd naar Willem van Waterschoot van der Gracht, een Nederlandse jurist, mijnbouwkundige en geoloog.
- 1951 - F.K.Th. van Iterson
- 1951 - F.A. Vening Meinesz
- 1951 - W.J. Jongmans
- 1953 - C.H. Edelman
- 1954 - Ph.H. Kuenen
- 1955 - J. Bakker Gzn
- 1956 - G.J.A. Grond
- 1957 - H.A. Brouwer
- 1960 - G.J. de Vooys
- 1962 - E.L. Erwin Anderheggen
- 1962 - F.B. Hinsley DSc
- 1962 - E. Kundig
- 1962 - P. Pruvost
- 1964 - W.P. van Leckwijck
- 1965 - F. Florschütz
- 1966 - A. Hellemans
- 1967 - I.M. van der Vlerk
- 1968 - B.P. Boots
- 1969 - C.E.P.M. Raedts
- 1969 - L.U. de Sitter

- 1970 - R.W. van Bemmelen
- 1972 - H.M.E. Schurmann
- 1972 - L.M.J.U. van Straaten
- 1974 - Th. van der Hammen
- 1974 - W.H. Zagwijn
- 1975 - Th.R. Seldenrath
- 1977 - F.J. Faber
- 1978 - W.P. de Roever
- 1981 - G.C. Maarleveld
- 1984 - Tj.H. van Andel
- 1985 - H.J. Zwart
- 1987 - J. Stuffken
- 1987 - M. Teichmüller
- 1987 - E. den Tex
- 1987 - P.A. Ziegler
- 1990 - H.J. Behr
- 1990 - A.R. Ritsema
- 1992 - R.J. Murris
- 1992 - G.J.J. Aleva

- 1993 - D.G. Price
- 1994 - J.A. Katili
- 1996 - A.J. Pannekoek
- 1996 - J.L.R. Touret
- 1997 - S. Jelgersma
- 1998 - A. Brouwer
- 1999 - J.J. Dozy
- 1999 - K. Glennie
- 2000 - F. Kockel
- 2002 - P. Westbroek
- 2002 - D.J. Beets
- 2003 - K.J. Weber
- 2005 - H.J.A. Berendsen
- 2006 - G.J. Boekschoten
- 2007 - N.J. Vlaar
- 2007 - S.A.P.L. Cloetingh
- 2009 - W. Schlager
- 2010 - S.B. Kroonenberg
- 2011 - M.J.R. Wortel
- 2013 - H. Hooghiemstra

- 2014 - C.G. Langereis
- 2014 - S.E. Jharap
- 2015 - George Postma
- 2016 - Jan Smit
- 2017 - Jan van Hinte
- 2020 - Cees Laban
- 2021 - Carina Hoorn
- 2022 - Jan Wijbrans
- 2022 - Lucia van Geuns
- 2023 - Kees Kasse
- 2023 - René Fraaije

## Escherprijs
De Escherprijs, ingesteld in 1994, is genoemd naar de Leidse Hoogleraar Algemene Geologie prof. dr. B.G. Escher. De prijs kan jaarlijks worden toegekend aan de auteur(s) van de door de jury als de beste beoordeelde (MSc) afstudeerscriptie in de (toegepaste) aardwetenschappen in de ruimste zin van het woord.
- 1994 - Meindert Schaap
- 1997 - Karin Schalkwijk
- 1998 - Boris van Breukelen
- 1999 - Rink Wierd Kruk
- 2000 - Rene Jonk en Hendrik Braaksma
- 2001 - Vincent van Hinsberg
- 2002 - Douwe van der Meer
- 2003 - I. Folmer
- 2004 - Joost van Summeren
- 2005 - Femke Davids
- 2007 - Hans de Moel
- 2008 - Romée Kars
- 2009 - Desirée Roerdink
- 2010 - Eric Fulmer en Thomas Kruijer

- 2011 - Inge van Gelder en Luuk Kleipool
- 2012 - Annique van der Boon
- 2013 - Lydian Boschman
- 2014 - Ellen van der Veer
- 2015 - Frederique Kirkels
- 2016 - Pim Kaskes
- 2017 - Laura Coumou
- 2018 - Joëlle Kubeneck en Melanie During
- 2019 - Lonneke Roelofs
- 2020 - Sarah de Bie
- 2021 - Ashok Dahal
- 2022 - Eise Nota
- 2023 - Jana Lim[3]

## Jelgersmaprijs
Sinds 2016 reikt het KNGMG jaarlijks de Jelgersmaprijs uit voor de beste Nederlandse Aardwetenschappelijke bachelorscriptie. Hiermee benadrukt het genootschap het belang van deze scriptie als het eerste wetenschappelijk stuk dat studenten afleveren, en wordt beoogd het niveau van de scripties verder te verhogen. De prijs is vernoemd naar dr. Saskia (Kiek) Jelgersma.
- 2016 - Evalien van der Valk en Sander Molendijk
- 2017 - Falco van Bakel
- 2018 - Viktoria Trautner
- 2019 - Marije Vos
- 2020 - Eise Nota
- 2021 - Marieke Cuperus
- 2022 - Rosa Westra
- 2023 - Liesbeth van Elswijk[bron?]

## Staringlezing
De Staringlezing wordt eenmaal per jaar gehouden, bij voorkeur rond 5 oktober, de geboortedag van de pionier van het geologisch onderzoek in Nederland dr. W.C.H. Staring (1808-1877).

## Ereleden
- A-G: D.A.J. Batjes, S. Dijkstra, G. Dijkstra-van Blokland, Ch. Th. Groothoff, J.A. Gruttering
- H-L: B.P. Hageman, G.J. Krol, P. Kruizinga, A.J. van Loon, J. Lorie, H. Loudon
- M-S: G.A.F. Molengraaff, A.J. Mulder, H.E. Rondeel, A.A.G. Schieferdecker, H.M.E. Schürmann
- T-Z: P. Tesch, R.D.M. Verbeek, W.A. Visser, W.A.J.M. van Waterschoot van der Gracht, J.M. Weehuizen